# نايجل فيندلي
نايجل فيندلي (بالإنجليزية: Nigel Findley)‏ هو كاتب خيال علمي أمريكي، ولد في 22 يوليو 1959 في فنزويلا، وتوفي في 19 فبراير 1995 في فانكوفر في كندا.